# Saison 3 de 9-1-1: Lone Star
 (mai 2022).
Si vous disposez d'ouvrages ou d'articles de référence ou si vous connaissez des sites web de qualité traitant du thème abordé ici, merci de compléter l'article en donnant les références utiles à sa vérifiabilité et en les liant à la section « Notes et références ».
Chronologie
Saison 2 Saison 4
Cet article présente la troisième saison de la série télévisée américaine 9-1-1: Lone Star.

## Généralités
- Aux États-Unis, cette saison est diffusée du 3 janvier 2022 au 16 mai 2022 sur le réseau Fox, et en simultané au Canada sur le réseau CTV.
- En Suisse, cette saison est diffusée depuis le 28 août 2022 sur RTS 1.
- En France, cette saison est disponible depuis le 7 juin 2023 sur Disney+.

## Distribution

### Acteurs principaux
- Rob Lowe (VF : Bruno Choël) : Owen Strand
- Ronen Rubinstein (VF : Jim Redler) : Tyler Kennedy « TK » Strand
- Sierra McClain (VF : Déborah Claude) : Grace Ryder
- Jim Parrack (VF : Raphaël Cohen) : Judson « Judd » Ryder
- Natacha Karam (VF : Alice Taurand) : Marjan Marwani
- Brian Michael Smith (VF : Mike Fédée) : Paul Strickland
- Rafael Silva (VF : Julien Allouf) : Carlos Reyes
- Julian Works (VF : Jonathan Gimbord) : Mateo Chavez
- Gina Torres (VF : Annie Milon) : Tommy Vega
- Brianna Baker (VF : Soleïma Arabi) : Nancy Gillian[2]
- Kelsey Yates (VF : Clotilde Verry) : Isabella « Izzy » Vega
- Skyler Yates (VF : Clotilde Verry) : Evie Vega

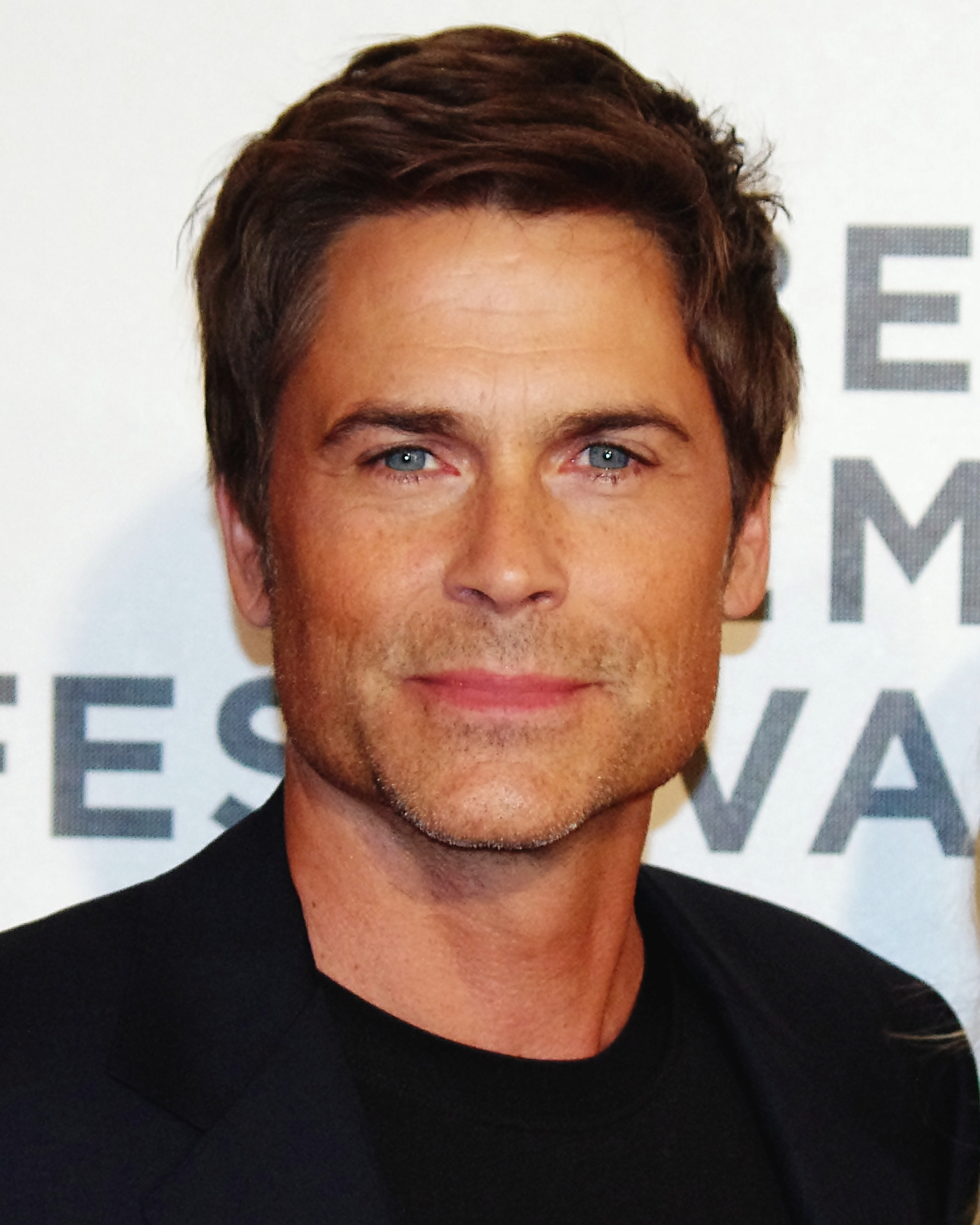
Rob Lowe interprète Owen Strand
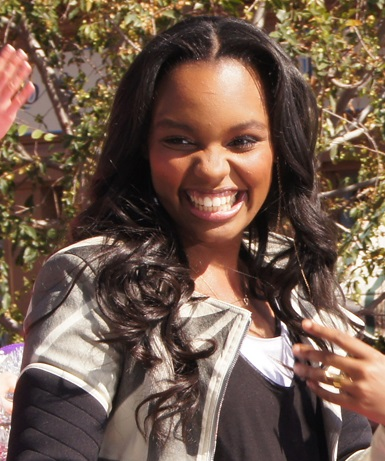
Sierra McClain interprète Grace Ryder
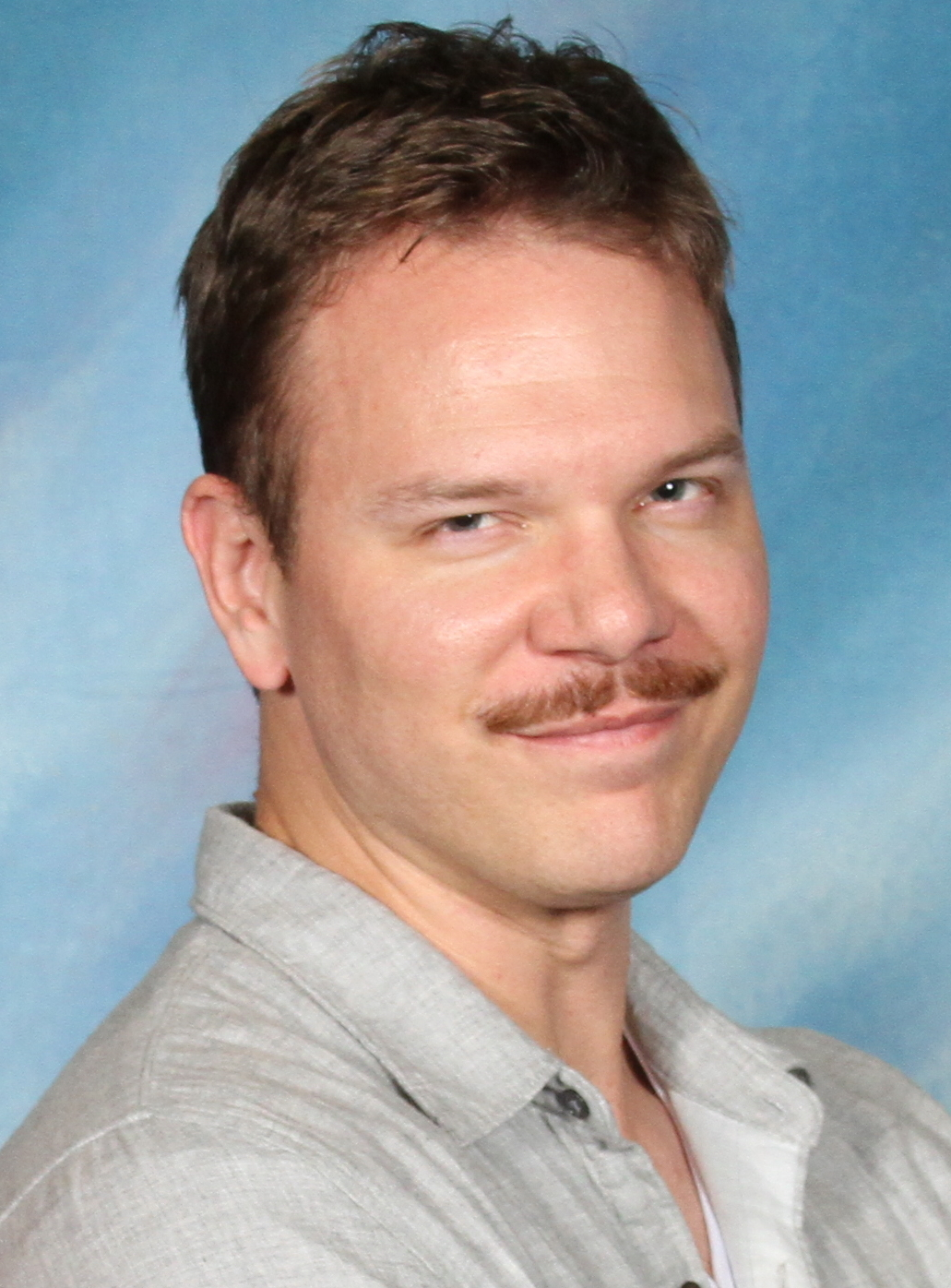
Jim Parrack interprète Judson Ryder
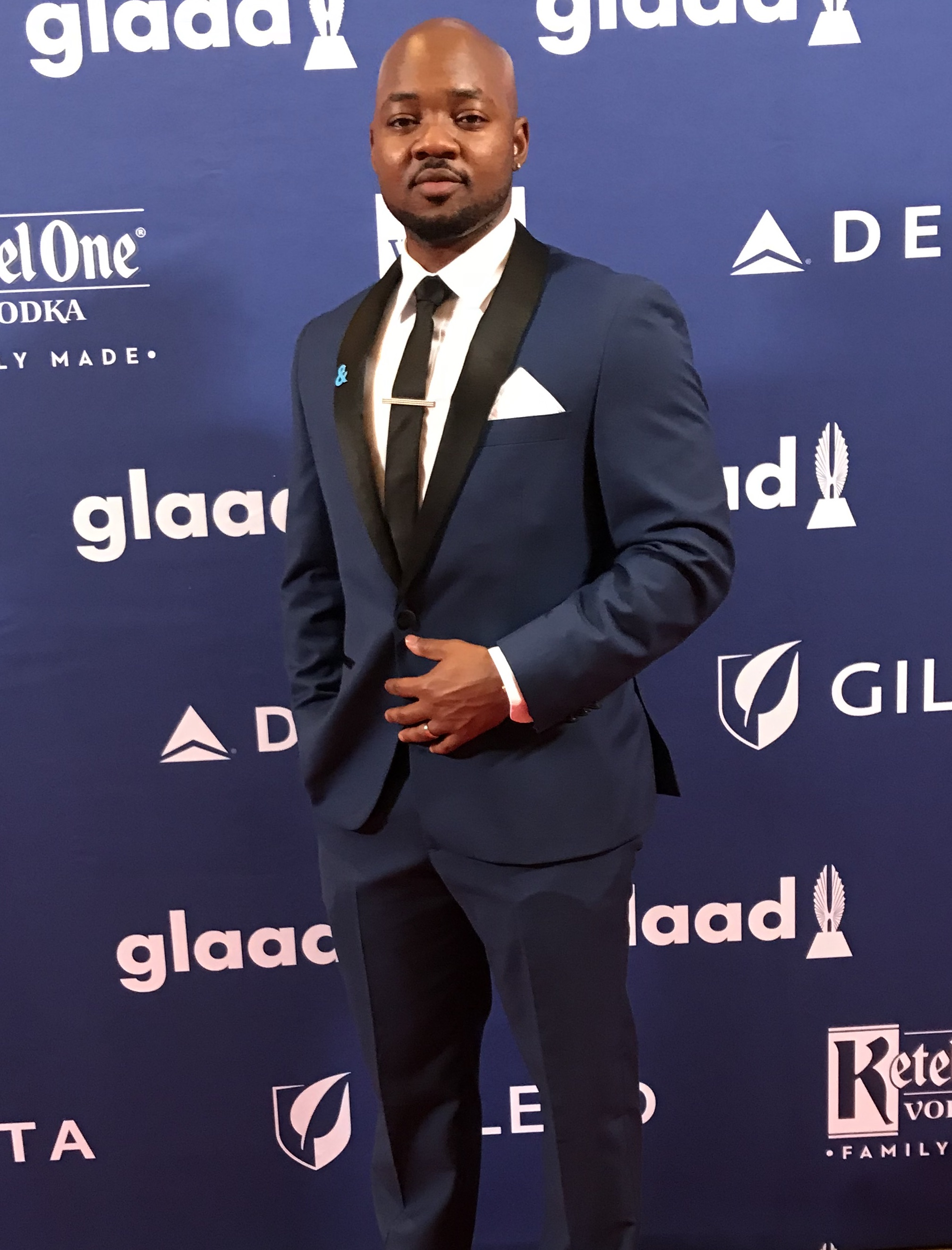
Brian Michael Smith interprète Paul Strickland
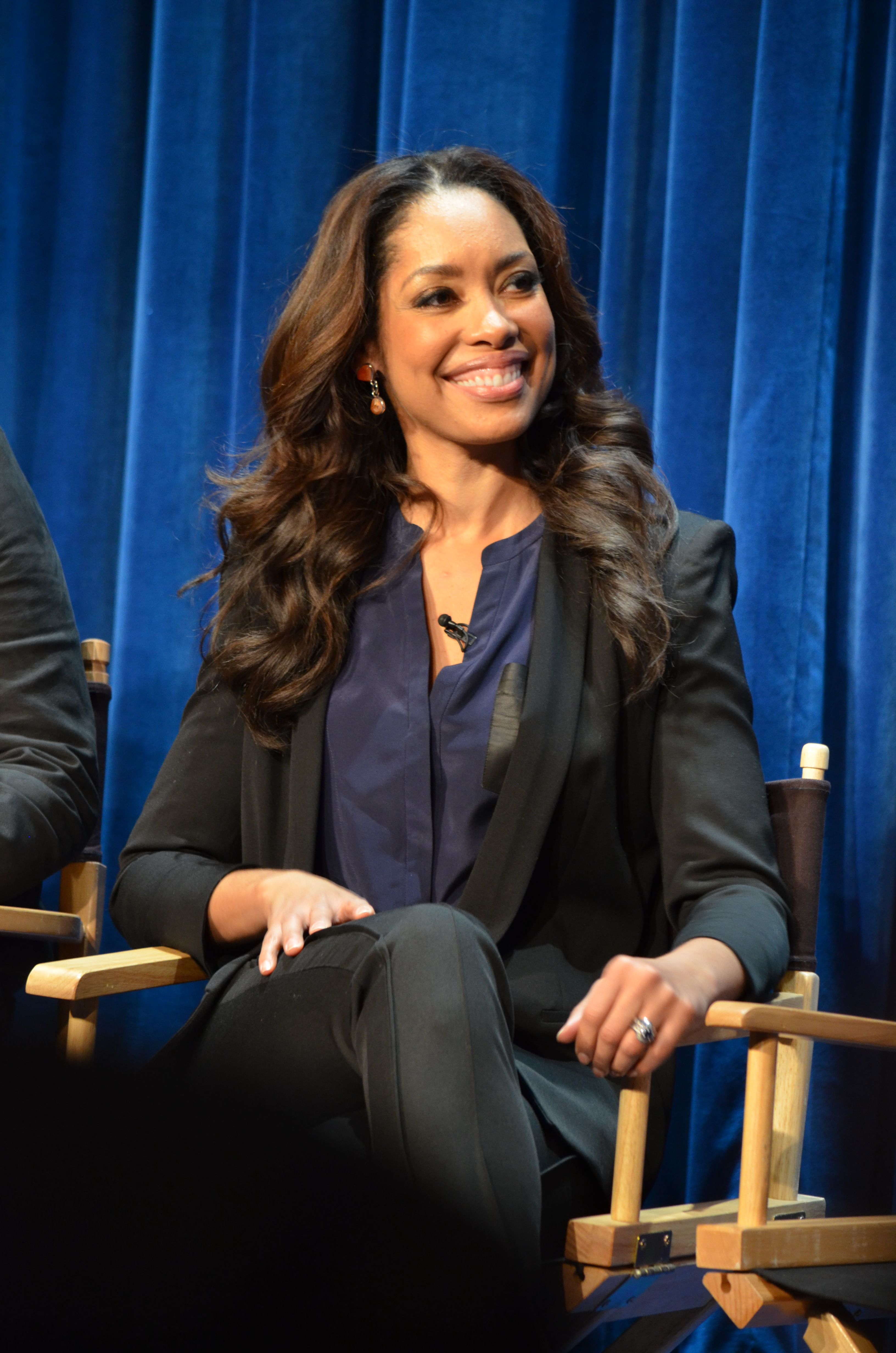
Gina Torres interprète Tommy Vega

### Acteurs récurrents
- Billy Burke (VF : Pierre Tessier) : Billy Tyson
- Lisa Edelstein (VF : Frédérique Tirmont) : Gwyneth « Gwen » Morgan
- Julie Benz (VF : Annelise Fromont) : Sadie
- Carly Dutcher : Lindsey Robertson
- Jackson Pace (VF : Garland Le Martelot) : Wyatt Harris
- Amy Acker (VF : Léa Gabriele) : Catherine
- Jack Conley : Capitain Tatum
- Robyn Lively (VF : Marine Tuja) : Marlene Harris
- Angel Oquendo (en) : Manuel
- Nathan Owens : Julius Vega
- Roxana Brusso : Andrea Reyes

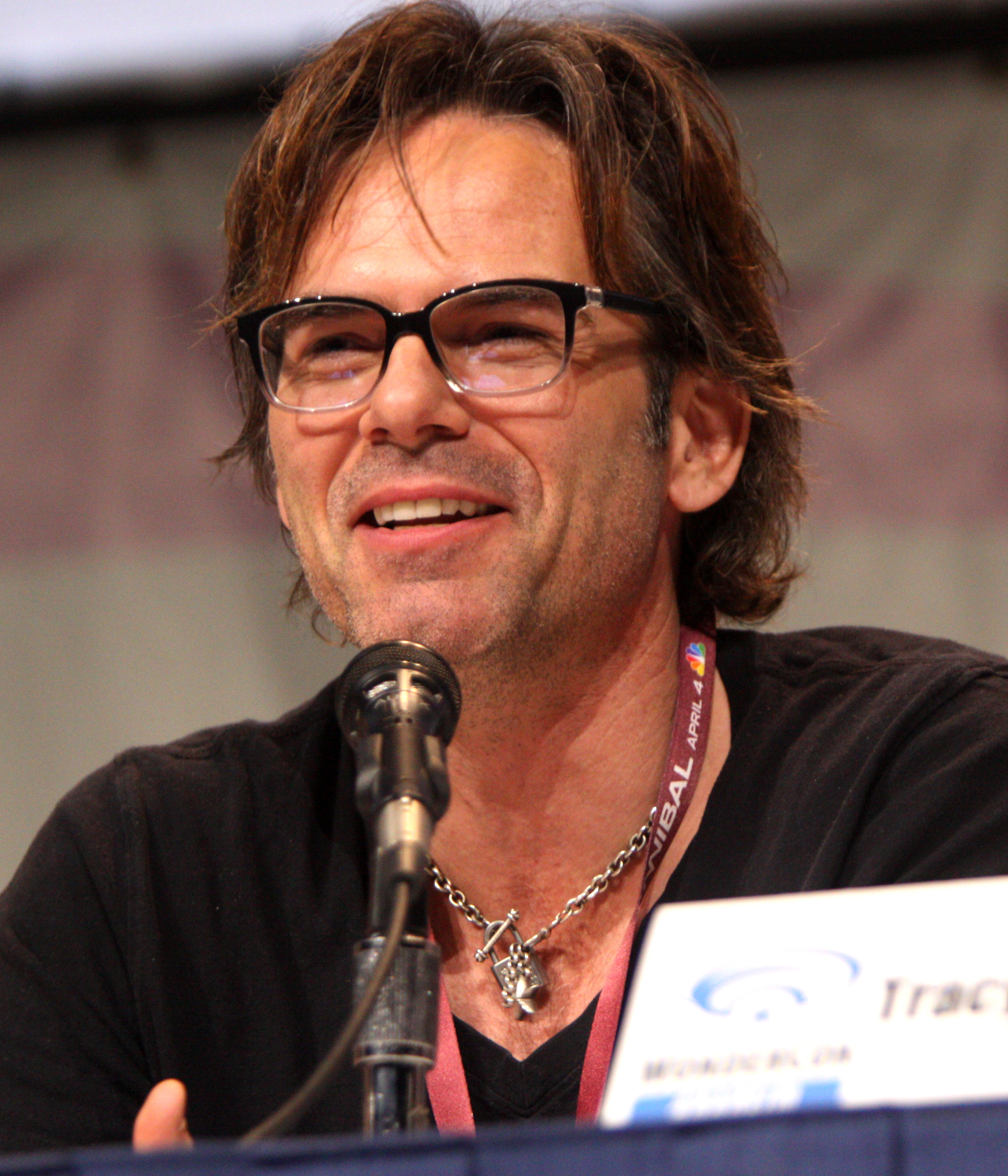
Billy Burke interprète Billy Tyson
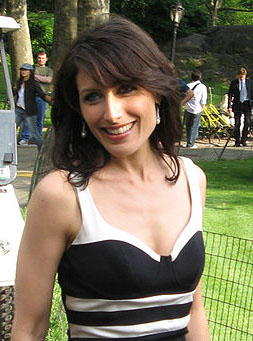
Lisa Edelstein interprète Gwyneth Morgan
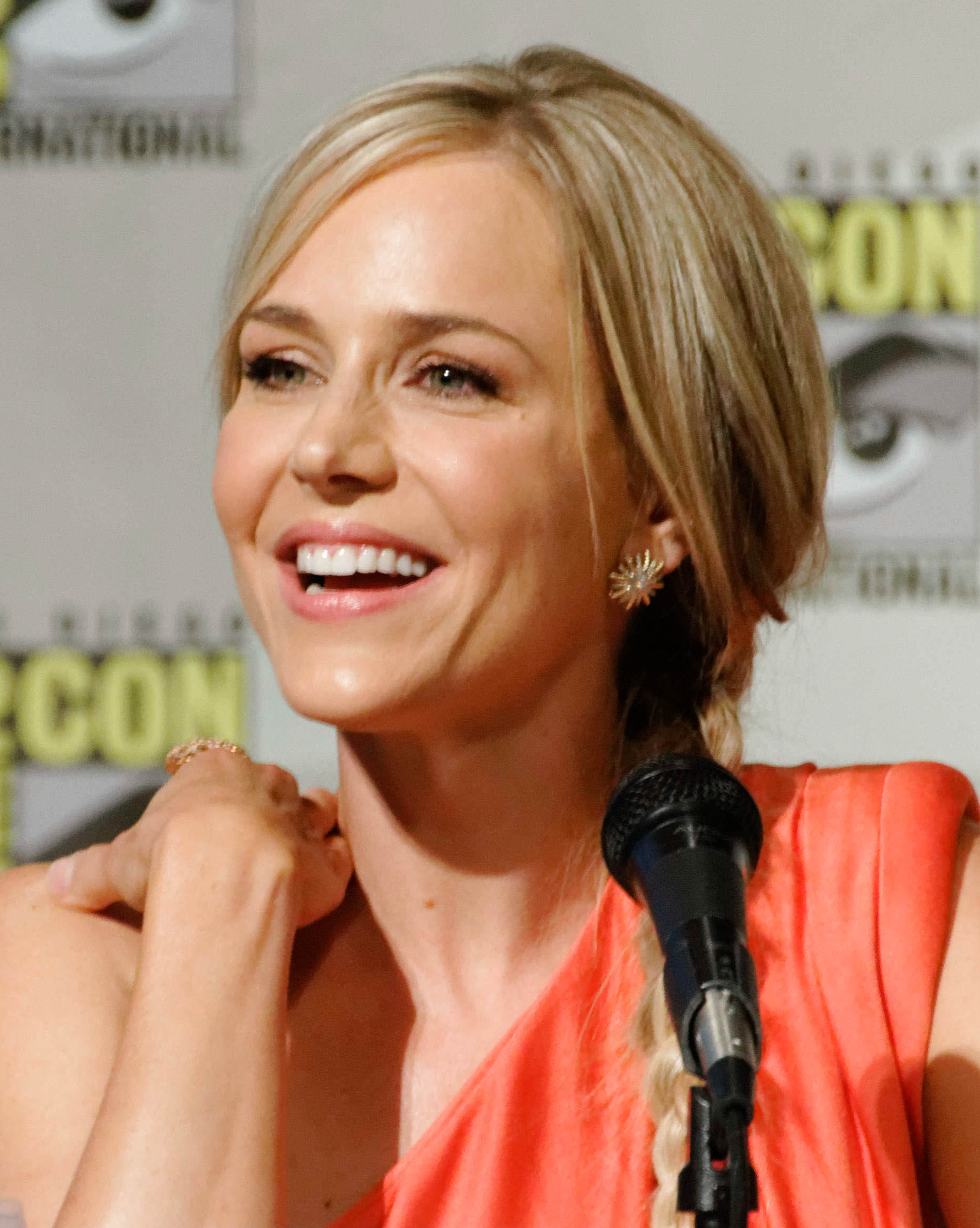
Julie Benz interprète Sadie
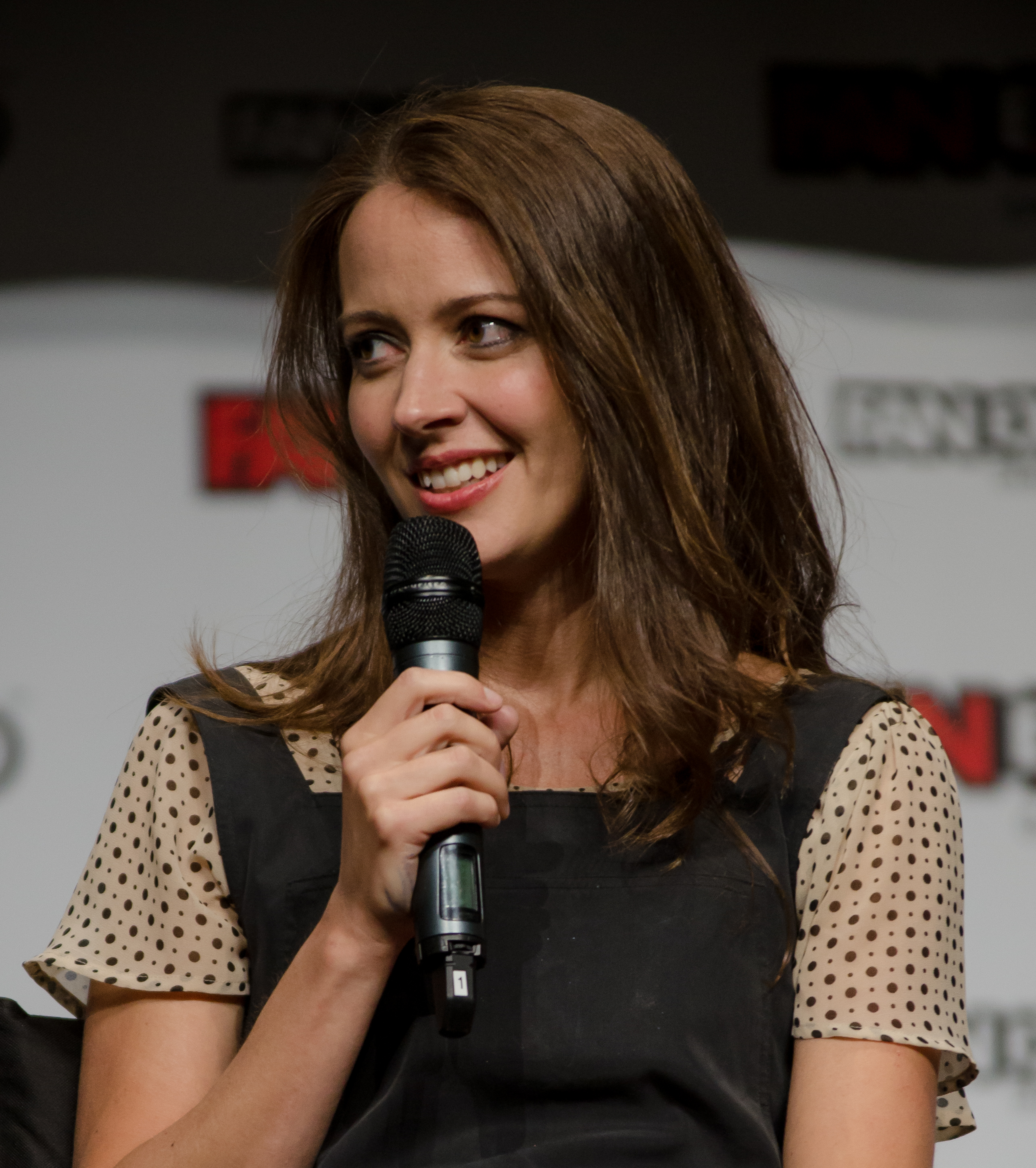
Amy Acker interprète Catherine
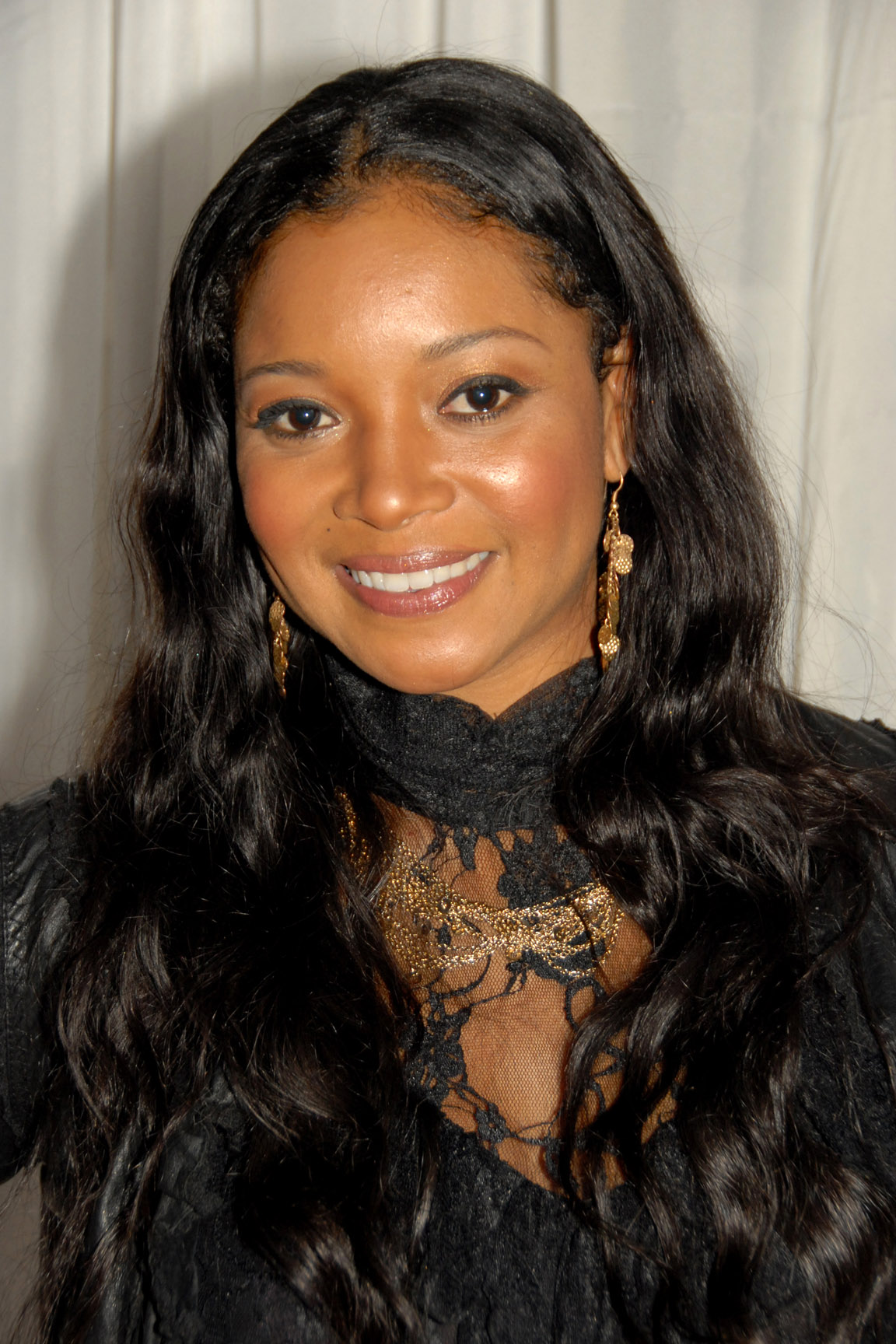
Tamala Jones interprète Sarina Washington

### Invités
- Bo Kane : Capitaine Andrews de la 122
- Tamala Jones (VF : Corinne Wellong) : Sarina Washington
- Neal McDonough : Sergent Ty O'Brien
- Barry Corbin : Stuart Ryder, le père de Judd
- Benito Martinez : Gabriel Reyes, le père de Carlos
- Chad Lowe : Robert Strand, demi-frère d’Owen

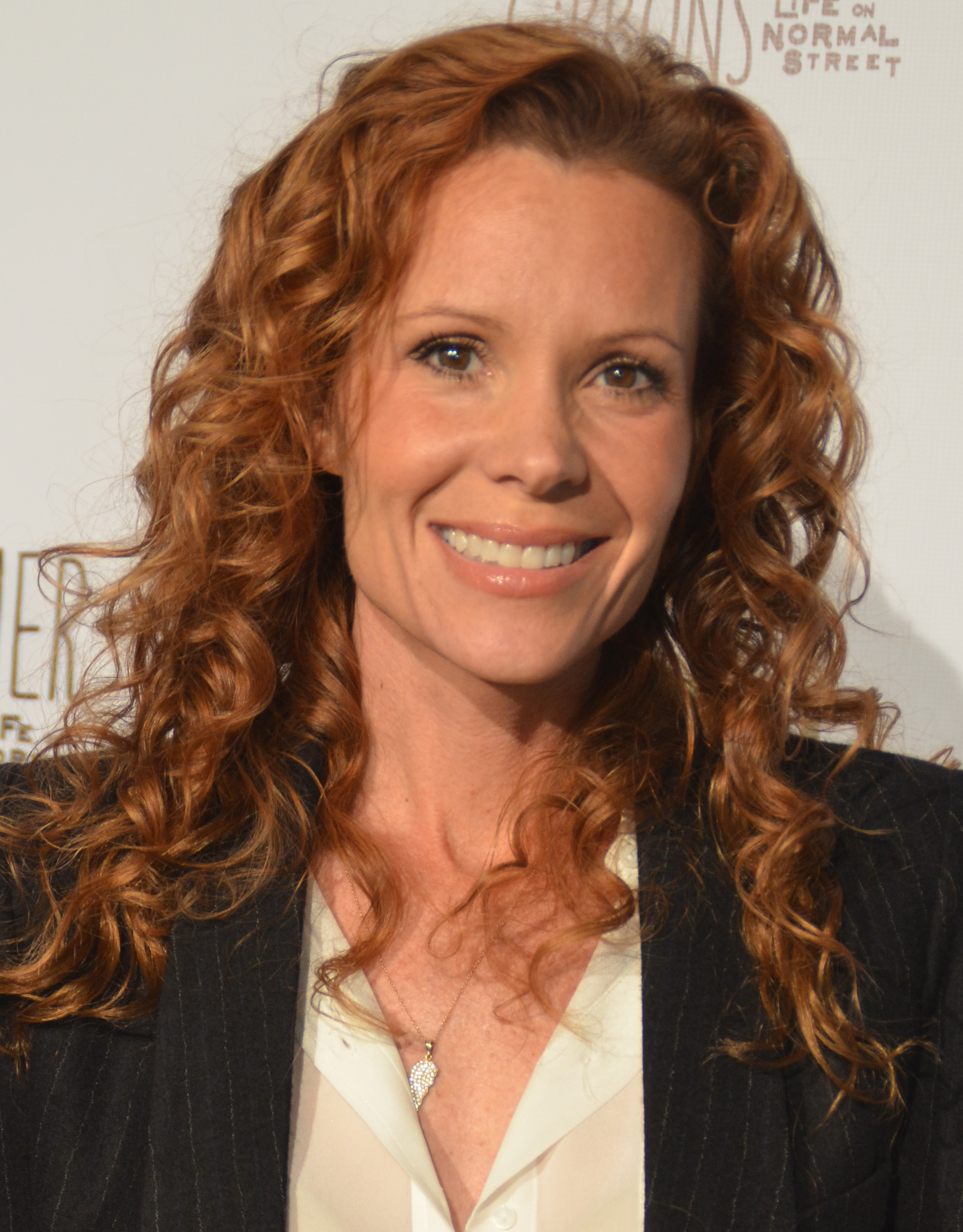
Robyn Lively interprète Marlene Harris
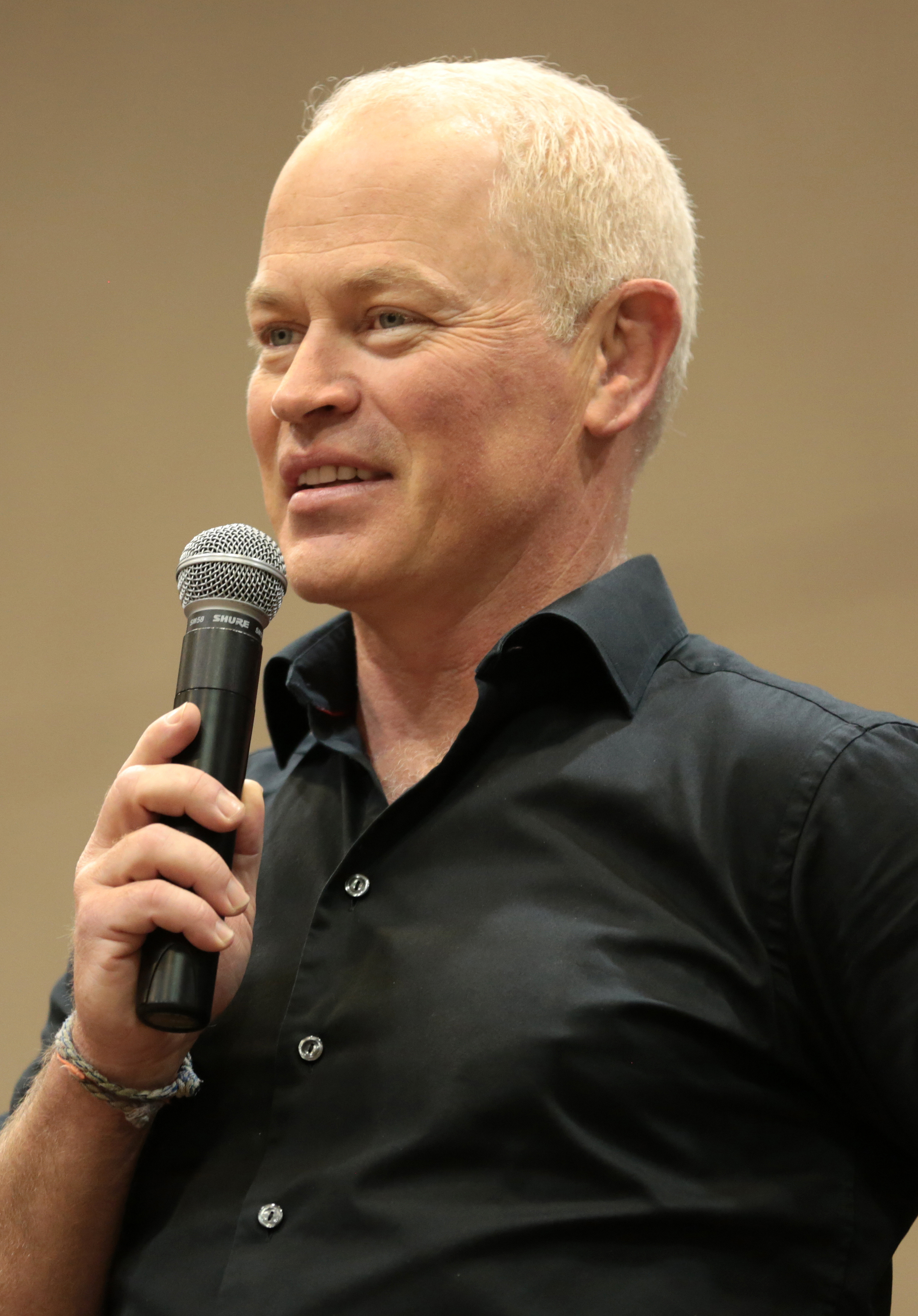
Neal McDonough interprète Ty O'Brien
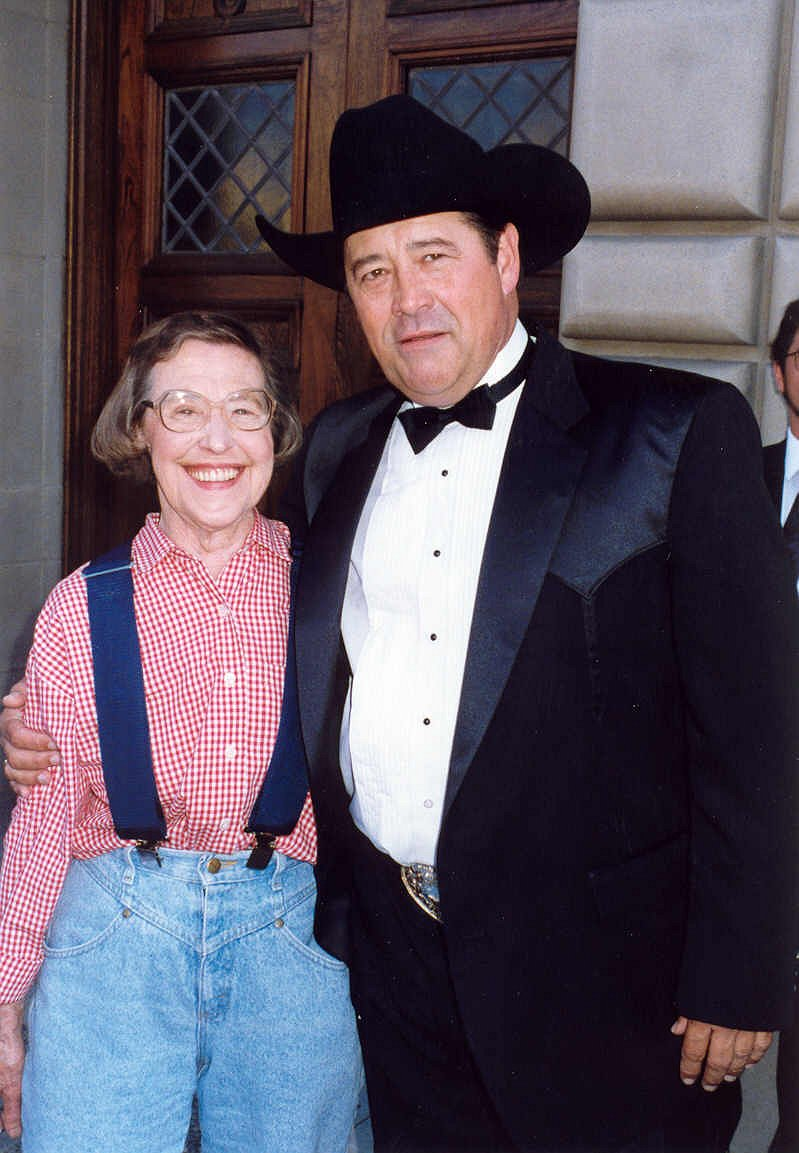
Barry Corbin interprète Stuart Ryder

### Invités de9-1-1
- Angela Bassett (VF : Maïk Darah) : Sergent Athena Grant (épisode 11)

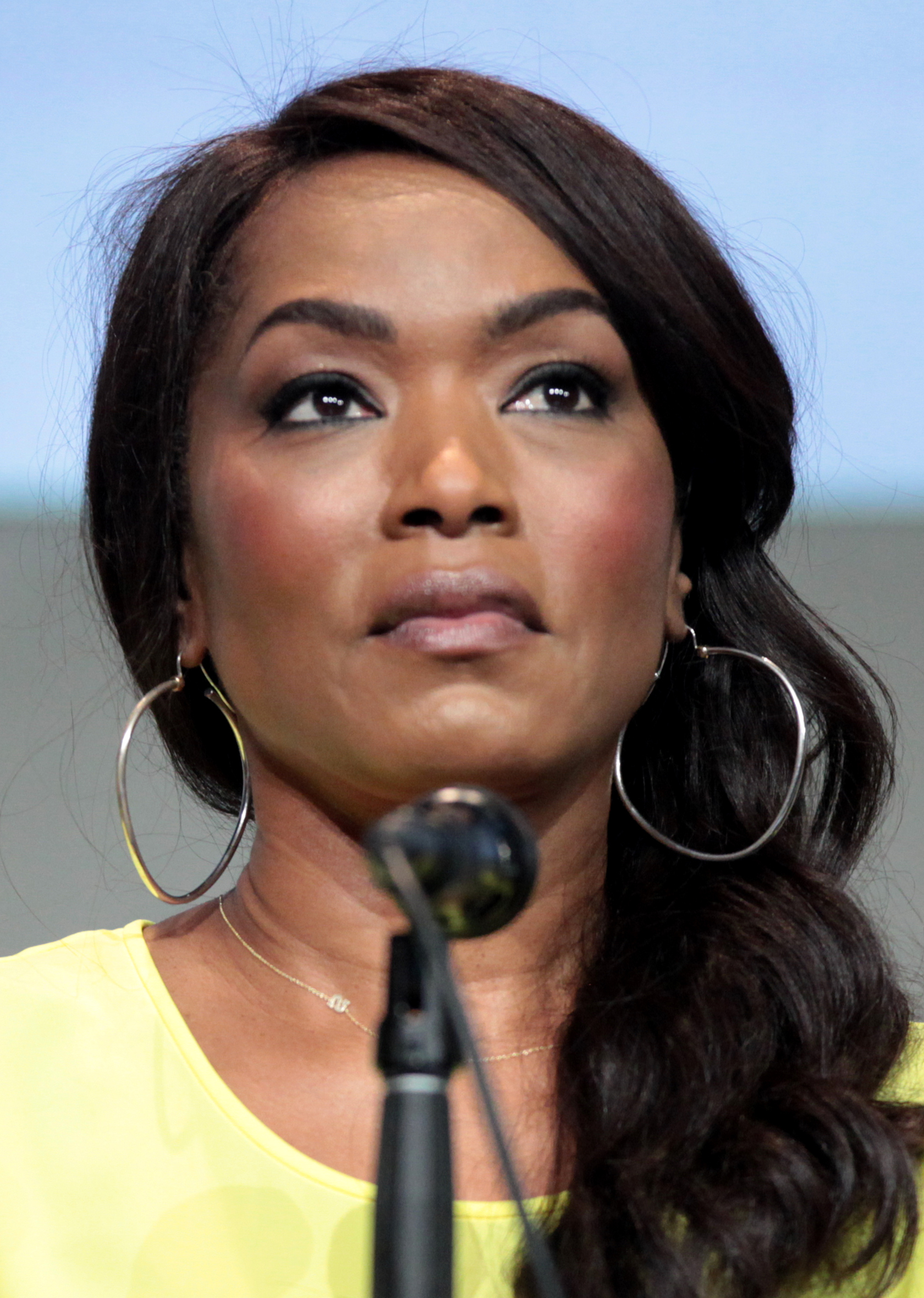
Angela Bassett interprète Sergent Athena Grant

## Épisodes

### Épisode 1:Jour de neige
- États-Unis /  Canada : 3 janvier 2022 sur Fox / CTV
- Suisse : 28 août 2022 sur RTS 1
- France :
  - 16 octobre 2022 sur Téva
  - 23 septembre 2023 sur M6

- États-Unis : 5,50 millions de téléspectateurs (première diffusion)

Après avoir frappé Billy, Owen est suspendu de son travail, bien qu'il ait la possibilité de s'excuser, mais par fierté, il décide de ne pas le faire. Ainsi, pendant des mois, il se retire dans une cabane en dehors de la ville où il se lie d'amitié avec Katie, qui vit à proximité.
Des mois plus tard, l'équipe est toujours divisée en différentes casernes, mais il semble que seule Marjan se soucie encore du 126 et, utilisant son influence sur les réseaux sociaux, elle essaie d'empêcher la fermeture de la caserne, mais il semble qu'aucun de ses amis ne la soutienne et il ne se passe pas beaucoup de temps qui finit par être arrêté pour être libéré par Billy ; elle ne veut plus rien avoir à faire avec lui mais quand il révèle qu'Owen avait la possibilité de reprendre ses fonctions s'il s'était seulement excusé auprès de lui mais qu'il ne l'a pas fait, Marjan prend un congé pour aller le chercher. Marjan vient vers lui et lui demande de continuer à se battre, mais il lui dit qu'il ne veut pas continuer à se battre, elle, déçue par son capitaine, s'en va. Mais alors qu'il est sur la route à cause du verglas, sa voiture dérape et se retrouve près d'un lac gelé.
Pendant ce temps, Tommy, T.K. et Nancy s'installent dans leur nouvel emploi, mais leur manager n'aime pas beaucoup leur façon de travailler. D'un point de vue financier, il semble que les choses se passent depuis un moment entre T.K. et Carlos sont tendus, mais il ne veut pas en parler. Au lieu de cela, Judd et Grace se préparent à la naissance de leur premier enfant.

### Épisode 2:Sauvetages à haut risque
- États-Unis /  Canada : 10 janvier 2022 sur Fox / CTV
- Suisse : 28 août 2022 sur RTS 1
- France :
  - 16 octobre 2022 sur Téva
  - 23 septembre 2023 sur M6

- États-Unis : 5,03 millions de téléspectateurs (première diffusion)

La tempête de verglas continue. Tommy, T.K. et Nancy répondent à une urgence pour sauver un garçon coincé dans un lac gelé, mais n'ayant pas l'équipement nécessaire, ils sont obligés d'improviser. Malheureusement lors du sauvetage, la glace se brise et T.K. tombe dans le lac gelé. L'enfant et T.K. ils sont retirés, mais sont obligés d'appeler une autre ambulance lorsque la leur arrive vers le talus. Ils parviennent à réanimer l'enfant, mais dès l'arrivée de l'ambulance d'urgence, T.K. il s'effondre à cause de l'hypothermie et risque de mourir. Heureusement, il est transporté d'urgence à l'hôpital. Carlos arrive à l'hôpital, contacté par Nancy qui lui a menti en lui disant que c'est T.K. qui l'a fait. pour l'appeler, et Tommy les informe qu'ils feraient mieux d'appeler Owen car c'est très sérieux.
Judd et Mateo, partis chez ses amis, tentent de sauver Paul, coincé lors du sauvetage ; après plusieurs difficultés, l'équipe parvient à reprendre contact avec Paul, grâce également à l'aide de Janine qui a réparé la radio endommagée, mais la situation devient difficile lorsque certains tuyaux sont endommagés, risquant de geler les deux ; Paul parvient à la sauver et à la maintenir éveillée pour l'empêcher de s'endormir à cause du froid, pendant lequel le pompier leur annonce la fermeture du 126. Judd et Mateo parviennent à les atteindre avant qu'il ne soit trop tard en brisant le mur extérieur du 126. l'endroit où ils se trouvent.

### Épisode 3:Plus fort que le blizzard
- États-Unis /  Canada : 24 janvier 2022 sur Fox / CTV
- Suisse : 4 septembre 2022 sur RTS 1
- France :
  - 16 octobre 2022 sur Téva
  - 23 septembre 2023 sur M6

- États-Unis : 5,39 millions de téléspectateurs (première diffusion)

La tempête de verglas continue, le shérif adjoint du comté retrouve la camionnette qui avait servi à transporter les immigrants, après l'avoir signalé, il part vérifier la zone sans se rendre compte que la voiture de Marjan est à proximité.
Pendant ce temps, Owen tente de sauver quelques migrants en faisant semblant de payer le trafiquant pour lui faire baisser la garde, ça marche et l'homme est immobilisé ; malheureusement ses complices à la radio savent où ils sont et viennent ; la seule solution pour tout le monde est de partir et d'emmener le trafiquant avec eux, puisqu'il sait où se trouve la cabane. L'un des immigrants ne veut pas courir le risque d'être arrêté avec eux et part seul, mais après son départ, il tombe sur le shérif adjoint qui semble être impliqué dans un trafic et tue l'homme. Marjan a été témoin de la scène et parvient à s'enfuir. Owen et les autres arrivent à la cabane où il essaie d'appeler à l'aide par radio, mais en vain. Marjan essaie d'appeler Owen pour l'informer de ce qu'elle a vu mais sans recevoir de réponse, heureusement elle parvient à joindre le shérif adjoint corrompu en même temps et crée une diversion qui permet à elle et à Owen de désarmer l'homme. Les autorités sont appelées, le shérif adjoint est arrêté, tandis que certains immigrants rencontrent leurs familles, Owen retourne en ville avec Marjan mais ne semble toujours pas disposé à s'excuser auprès de Billy.
Alors que la vie de T.K. ne tient qu'à un fil, ce dernier fait un rêve dans lequel il rencontre sa mère, mais cela ne dure pas longtemps car avant la fin du rêve, sa mère lui dit qu'il doit se battre. Son rythme cardiaque s'affaiblit, Carlos, qui est resté près de lui, doit regarder sans rien pouvoir faire. T.K. il continue d'être plongé dans son rêve où il souhaite que les choses parfaites durent pour toujours, mais sa mère lui explique que les choses parfaites ne durent pas mais que l'amour de ceux qui l'entourent dure. Autant que T.K. S'il le souhaite, il ne peut pas rester avec sa mère dans cette réalité, sinon il ne pourra pas y retourner. La situation s'aggrave lorsque, bien que le rythme cardiaque se soit régulé, son corps pourrait s'effondrer; cela fait peur à Carlos qui décide de prendre l'air.
Paul se remet du gel à l'hôpital et remercie Judd et Mateo de l'avoir sauvé et, étonnamment, il reçoit également la visite des parents de Janine, qui lui laissent des cadeaux très coûteux pour le remercier, mais il semble que Paul ait une meilleure idée.

### Épisode 4:Le Premier cri
- États-Unis /  Canada : 31 janvier 2022 sur Fox / CTV
- Suisse : 4 septembre 2022 sur RTS 1
- France :
  - 23 octobre 2022 sur Téva
  - 23 septembre 2023 sur M6

- États-Unis : 6,01 millions de téléspectateurs (première diffusion)

Grace et Billy sont coincés à cause de la tempête et malheureusement les contractions de Grace augmentent de plus en plus. Billy part en patrouille et trouve un camping-car abandonné où lui et Grace se déplacent pour éviter de mourir de froid. Malheureusement, le véhicule est à court d'essence et Billy est obligé d'aller chercher de l'essence pour le démarrer, mais en prenant le liquide, il prend accidentellement à petite dose qui lui fait perdre connaissance.
Pendant ce temps, Owen est rentré chez lui où il fait le ménage, seulement pour trouver Tommy à la porte qui l'informe de l'état de T.K. ; Une fois arrivé à l'hôpital, avec Marjan rejoignant sa caserne, Owen admet que la raison pour laquelle il n'a pas voulu signer la lettre d'excuses n'était pas par fierté ou par ego, mais parce qu'il avait peur et maintenant voir son fils dans cet état le rend le décide à contacter Billy personnellement pour l'informer.
T.K. il est toujours en train de mourir et pendant qu'il est inconscient, il continue de parler à sa mère qui lui fait comprendre que ce qu'il vit est dû à son état et qu'il doit se battre pour ne pas mourir. Carlos se tient à ses côtés et sa mère le rejoint également pour le réconforter, elle remarque que T.K. fait des mouvements étranges, Carlos lui dit qu'il a des spasmes musculaires, elle apprend que lui et T.K. ils ont rompu il y a quelque temps et il ne les a pas informés parce qu'il ne voulait pas les décevoir. Sa mère lui dit, au cas où ce serait sa dernière chance, de dire à T.K. comment il se sent et Carlos admet qu'il est en colère contre ce qu'elle lui a fait ; sa déclaration est perçue par T.K. qui avoue à sa mère que la vraie raison pour laquelle ils ont rompu était parce qu'après l'incendie de la maison de Carlos, ils avaient cherché un appartement à acheter ensemble et en avaient trouvé un, mais Carlos avait acheté la propriété sans l'en informer, ce qui pour T.K. c'en était trop, puisqu'il ne voulait pas se sentir dépendant de lui. Cependant, en parlant avec sa mère, il comprend qu'il avait simplement peur de l'évolution des choses et que la seule chose qu'il aimerait c'est s'excuser auprès de Carlos. Puis sa mère le pousse à se réveiller.
Owen et Tommy, en rejoignant Billy chez Judd, informent ce dernier que ni lui ni Grace ne sont à la maison et sentant que l'accouchement était proche (le sac d'urgence est manquant), les deux se seront dirigés vers l'hôpital et se seront lancés dans une course contre la montre. pour le trouver. Entre-temps, Billy s'est rétabli et aide Grace qui commence à accoucher, mais elle essaie de ne pas le faire parce qu'elle veut que Judd soit à ses côtés à ce moment-là. Owen et Tommy les trouvent et sont bientôt rejoints par Judd. Finalement Grace donne naissance à sa petite fille et en même temps à l'hôpital T.K. il se réveille et retrouve Carlos.
Après avoir quitté l'hôpital, T.K. et Carlos vont vivre ensemble dans leur nouvel appartement, où Carlos avait déjà déplacé certains effets personnels de T.K., tandis que chez Grace, Tommy et ses filles rendent visite à la nouvelle mère et à la petite fille qu'ils ont décidé d'appeler Charlie en souvenir du mari de Tommy, un geste qui touche profondément la femme.

### Épisode 5:La disparition
- États-Unis /  Canada : 7 février 2022 sur Fox / CTV
- Suisse : 11 septembre 2022 sur RTS 1
- France :
  - 23 octobre 2022 sur Téva
  - 7 octobre 2023 sur M6

- États-Unis : 5,18 millions de téléspectateurs (première diffusion)

Après la réouverture de la caserne, Owen a commencé à sortir avec des filles différentes chaque soir, ce que tout le monde a remarqué, Mateo lui fait remarquer que s'il se comporte ainsi, c'est parce qu'il se sent toujours mal à cause de sa liaison avec Gwen, mais il ne peut pas continuer ainsi et s'il veut vraiment arrêter de se sentir mal, il doit créer un vrai lien, puisqu'il ne se souvient même plus du nom de la dernière fille avec qui il était. Après réflexion, Owen accepte les conseils de Mateo et attendra sa prochaine sortie avant de passer à l'étape suivante. Tout d'abord, elle s'inscrit sur une application de rencontres recommandée par Mateo, et étant "invitée" par Marjan qui est inscrite, elle va à son premier rendez-vous.
Pendant ce temps, un garçon nommé Wyatt arrive au 126 et demande Judd et prétend qu'il est son père. Au début, Judd ne sait pas quoi répondre et l'arrivée surprise de Grace et de sa fille pousse le garçon à partir, mais Judd l'arrête. pour clarifier : Judd semble avoir rencontré sa mère une seule fois lors d'un rodéo en 2005, mais il ne se souvient pas d'elle ; Wyatt a découvert leur relation grâce à un site ADN, mais ne voulant pas ruiner leur famille, il préfère partir ; Grace lui demande de leur laisser son numéro. Après la réunion à la caserne, Grace est en colère à la fois contre Judd, pour avoir eu un fils dont il ne savait même rien, et contre Wyatt qui a grandi sans père et aussi contre elle-même parce qu'elle ne peut s'empêcher d'être en colère contre son mari et craint que cela ait des répercussions sur leur famille. Compte tenu de la situation, Judd en parle à Tommy, se souvenant de la nuit où il était avec la mère de Wyatt, mais se sentant triste, il est déterminé à faire la bonne chose.
Pendant ce temps, les membres du 126 répondent à un appel concernant un incendie dans une maison. L'équipe parvient à faire sortir le couple mais lors du sauvetage ils ne parviennent pas à retrouver leur fille Katie et afin de ne pas mettre ses hommes en danger, Owen ordonne une évacuation du bâtiment. Judd refuse de partir et est traîné de force. Le lendemain, il est confirmé que Katie n'est pas morte dans l'incendie, mais sa disparition soulève des questions et, pensant à un éventuel enlèvement, la police enquête.
Carlos s'occupe de l'affaire et, d'après les images de la caméra fournies par les voisins montrant la petite fille marchant vers quelqu'un, Carlos soupçonne que Katie a été trompée par le pyromane pour qu'elle allume le feu. Poursuivant son enquête, il découvre à partir des images du babyphone placé dans la chambre, que Katie a parlé avec une voix à laquelle elle a répondu comme « M. Whispers », ou le ravisseur ; la mère confirme la chose, mais croyant qu'il s'agissait d'un ami imaginaire, elle n'y a pas réfléchi. Carlos se penche sur l'analyse des vidéos dans lesquelles Katie parle à la personne qui l'espionnait et d'après les anciennes vidéos, passant une nuit blanche, d'abord avec T.K qui s'endort ensuite, découvre que le responsable est son ancienne nounou, merci également à une image de la jeep de la femme après l'incendie et la voix du ravisseur est en réalité féminine. La police fait une descente chez elle, mais la femme s'est déjà enfuie avec la petite fille.

### Épisode 6:Paranormal
- États-Unis /  Canada : 14 février 2022 sur Fox / CTV
- Suisse : 11 septembre 2022 sur RTS 1
- France :
  - 23 octobre 2022 sur Téva
  - 7 octobre 2023 sur M6

- États-Unis : 4,95 millions de téléspectateurs (première diffusion)

Dans une forêt, un couple pique-nique lorsqu'ils aperçoivent au loin deux personnages fluorescents et pensant qu'il s'agit d'extraterrestres, le garçon terrifié (le même qui s'est enfermé dans le coffre-fort dans la première saison) s'enfuit en laissant la fille seule. Lors de sa fuite, il a cependant un accident et se retrouve coincé contre les barbelés. Le 126 arrive mais n'accordera pas beaucoup de poids à la question de "l'observation d'extraterrestres", mais les deux témoins soutiennent l'affaire. Owen parvient à le calmer et à le libérer, puis choque tout le monde lorsqu'il dit qu'il croit ce que le garçon a dit.
Pendant ce temps, Judd essaie de mieux connaître son fils Wyatt ; voulant rattraper les dix-sept années pendant lesquelles elle ne savait pas qu'elle l'avait, elle l'invite à dîner mais les deux semblent n'avoir rien en commun et le week-end que Judd avait en tête ne fonctionne plus. Comme le garçon est un peu « ringard », Judd lui suggère d'aller à la chasse aux extraterrestres, ce qui semble intéresser Wyatt.
Pendant ce temps, Tommy rejoint un groupe de deuil pour veufs, où il parle de Charles et de ce qui aurait été leur quinzième anniversaire de mariage, mais il n'arrive toujours pas à l'accepter. Pendant ce temps, ses filles pensent que leur maison est hantée parce que des événements mystérieux se sont produits ces derniers temps. Tommy n'y a pas prêté attention au début, mais après avoir été témoin du phénomène décrit par sa fille, elle commence à croire que Charles communique depuis l'au-delà. Lors de l'intervention d'un médium (le même qui a aidé Michelle dans la première saison), où une femme craignant d'être maudite a pris des mesures drastiques pour se soigner et a risqué de s'étouffer, elle a en fait mangé des légumes avec des vers qui avaient poussé dans son corps. Une fois l'intervention terminée, le médium qui percevait ce qui la tourmentait l'a amenée à décider de faire une séance pour tout expliquer : Tommy lui a tout raconté et la femme lui a conseillé de ne pas réprimer sa douleur mais d'y faire face et depuis leur dîner d'anniversaire allait bientôt arriver, il lui conseilla de célébrer ce jour comme elle l'aurait fait si Charles était encore en vie.
Judd se rend chez Owen et lui demande de l'aide pour son fils : il lui propose de les rejoindre dans la chasse aux deux soi-disant "extraterrestres" repérés, afin d'impressionner Wyatt et Owen accepte avec enthousiasme. Alors les trois se rendent dans la zone où ils ont été repérés ; Judd essaie toujours de créer des liens avec Wyatt mais Wyatt a plus en commun avec Owen qu'avec lui. Leur recherche prend une tournure inattendue lorsqu'ils trouvent pour la première fois des animaux morts et qu'un Judd inquiet appelle Grace, de retour au travail, pour envoyer une équipe de confinement. Il semble que la zone soit étrangement radioactive et après enquête, ils trouvent deux cadavres, ou ceux qu'ils croyaient être des extraterrestres, de deux artistes qui, sans s'en douter, ont ouvert un récipient à l'intérieur duquel se trouvait du chlorure de césium qui les a tués. Il est révélé que quelques jours plus tôt, les deux artistes qui travaillent avec les débris ont trouvé la capsule et, ignorant son danger, l'ont ouverte, s'y exposant ; en outre, ils ont vendu un des objets dans lesquels ils avaient inséré le chlorure : celui qui l'a acheté court un risque sérieux, au début de l'épisode, il brillait à cause des radiations. Grace parvient à utiliser le reçu de la carte de crédit et, après beaucoup d'insistance, se fait dire par la société à laquelle il est enregistré - menaçant de l'accuser de négligence dans la prévention d'un cas d'urgence - qu'elle l'a utilisé pour acheter le bijou et obtenir l'adresse du maison où l'équipe de décontamination parvient à retirer l'objet avant son ouverture lors d'une fête d'anniversaire. Judd pense que le week-end ne s'est pas bien passé, mais Wyatt admet qu'il s'est bien amusé et qu'il a été soulagé. Judd a hâte de répéter ce moment père-fils.

### Épisode 7:Rivaux mais pas trop
- États-Unis /  Canada : 21 février 2022 sur Fox / CTV
- Suisse : 18 septembre 2022 sur RTS 1
- France :
  - 30 octobre 2022 sur Téva
  - 7 octobre 2023 sur M6

- États-Unis : 5,13 millions de téléspectateurs (première diffusion)

Lors d'une opération de sauvetage sur la route, un sergent de police odieux inflige une amende au camion de pompiers 126 car, selon lui, il bloque la circulation, mais au lieu d'accepter l'amende, Owen le déchire devant tout le monde et une équipe de télévision enregistre tout. . La vidéo de l'action d'Owen devient virale, ce qui augmente la tension déjà présente entre la police et les pompiers. Carlos leur conseille d'être prudents car le sergent O'Brien n'est pas du genre à prendre à la légère ; la situation tourne mal lorsque l'équipe est sortie déjeuner pour la caserne : le même sergent fait enlever le camion de pompiers car il est "pas de stationnement" et lorsqu'ils récupèrent le véhicule ils découvrent qu'il y a une égratignure sur le côté . Owen décide qu'ils régleront leurs comptes sur le terrain de softball, où il semble que le sergent soit le capitaine de l'équipe de softball de la police invaincue et comme leur équipe semble en mauvais état, Tommy suggère d'appeler Pearce (l'ambulancier qui travaillait temporairement dans le deuxième saison); après quelques conditions, il quitte le 114 pour retourner travailler au 126 - sans se douter de la véritable raison de sa réintégration.
Pendant ce temps, Grace rencontre Dave, un opérateur de nuit, qui remplace un collègue pendant l'équipe de jour ; ce dernier a occupé son poste, mais au lieu de s'en prendre à lui (puisqu'apparemment ils utilisent tous les deux le même bureau mais avec des équipes différentes), il décide de le négliger, également parce que ce dernier a une grande admiration pour Grace. Lors d'un appel d'urgence d'un garçon qui semble avoir été attaqué par son propre père atteint du syndrome de Capgras à la suite d'un accident, Dave aide Grace à gérer l'appel et à clarifier la situation. Bien qu'elle l'ait aidée, Grace se sent également offensée, mais elle ne veut néanmoins pas se laisser abattre par quelque chose comme ça et décide de prendre le ballon pendant la pause. Elle change d'avis à son sujet lorsque, l'entendant répondre à l'appel d'un père aux intentions suicidaires, il parvient à le convaincre de ne pas se faire de mal (ayant lui-même grandi sans père, c'est pourquoi il a décidé de devenir opérateur), mais l'émotion lui provoque une crise cardiaque ; avant de s'évanouir, il demande à Grace de s'occuper de son appel et l'homme et Dave parviennent à survivre. Grace s'arrête pour rendre visite à Dave à l'hôpital en convalescence et ils découvrent étonnamment que non seulement l'histoire qu'elle a racontée sur la tentative de suicide a été inventée, mais qu'il passera définitivement à l'équipe de jour.
Le jour du match entre la police et les pompiers arrive, le sergent O'Brien appelle même la télévision pour filmer l'événement, et malheureusement l'équipe du sergent prend le dessus sur l'équipe d'Owen durant la première mi-temps. Heureusement, Pearce arrive, quoique en retard (en raison d'un blocus policier) et ils parviennent à récupérer ; il semblerait que tout se passe bien, mais lorsque Nancy trébuche à cause d'un joueur adverse et qu'Owen, pour éviter les disputes, veut que la partie se termine par un match nul, le sergent lui donne une mauvaise réponse et cela se termine par une bagarre entre les deux équipes et évidemment la scène est filmée. De plus, Pearce démissionne, une perte acceptable puisqu'il est un véritable « expert en manœuvres d'évasion ».
Après le match, les 126 se précipitent vers un entrepôt de marijuana où un incendie s'est déclaré provoqué par une grenade lancée par des policiers qui fouillaient les lieux ; Parmi les véhicules, Owen remarque la moto du sergent O'Brien et se rend compte qu'il est resté à l'intérieur du bâtiment et entre pour le sauver. L'arrêt est tellement incroyable qu'il surclasse la bagarre du match, de plus le sergent se rend directement à la caserne pour s'excuser de son comportement avec le 126 et remercier Owen. Il semblerait que la rivalité entre les pompiers et les policiers se soit finalement suffisamment arrêtée pour inviter le sergent lui-même à dîner avec eux.

### Épisode 8:L'Accident
- États-Unis /  Canada : 28 février 2022 sur Fox / CTV
- Suisse : 18 septembre 2022 sur RTS 1
- France :
  - 30 octobre 2022 sur Téva
  - 7 octobre 2023 sur M6

- États-Unis : 4,82 millions de téléspectateurs (première diffusion)

Un appel au 9-1-1 d'un cycliste demande de l'aide car il a heurté une femme et malgré les tentatives de réanimation, elle est décédée mais au moins l'enfant est en sécurité. C'est Gwyneth !
Flash Back : À New York, plusieurs années plus tôt, ils montrent comment Gwyneth était partie à la recherche de son fils T.K. dans un endroit plein de toxicomanes ; Gwyneth emmène son fils et ensemble ils s'arrêtent dans un restaurant chinois pour laisser T.K. reprendre des forces. avant qu'elle ne l'emmène en Californie où il passera un mois en cure de désintoxication. T.K. il ne veut pas y aller mais Gwyneth insiste et les deux montent dans l'avion où les effets de la drogue se font sentir et pendant le vol T.K. il se lève pour aller aux toilettes, mais avant d'entrer il prend trois mini bouteilles d'alcool qu'il vide et pour cacher l'odeur il mâche du chewing-gum, mais Gwyneth comprend que quelque chose ne va pas et le gronde parce qu'il ment. En arrivant à Los Angeles, T.K. il essaie de retarder son arrivée à la clinique, mais Gwyneth l'encourage à continuer et il devra le faire seul, tandis qu'elle retourne immédiatement à New York ; T.K. Au début il a peur mais sa mère lui promet qu'il traversera cette période. Terminez le flash-back.
La nouvelle de la mort de sa mère a choqué T.K., Owen se prépare à partir avec lui et Carlos, qui essaie de rester proche de T.K. autant que possible. Dans la caserne, leurs amis sont également choqués, mais ils sont encore plus choqués lorsque T.K. il se présente en déclarant qu'il n'ira pas à l'enterrement et après avoir enfilé son uniforme, il monte dans l'ambulance sous prétexte de faire un contrôle médical : il ouvre le coffre-fort avec des substances à l'intérieur mais avant de les prendre, Owen appelle le ramène et l'emmène avec lui à l'aéroport. L'atmosphère met une certaine tension entre les deux, où T.K. prétend qu'Owen n'aime plus sa mère mais il le nie. A l'aéroport en raison d'un retard, seuls Owen et T.K. ils montent à bord tandis que Carlos les rejoindra sur le prochain vol.
Tandis qu'Owen et T.K. Ils sont dans l'avion, Nancy informe Tommy de ce qu'elle soupçonne que T.K. a fait, mais Tommy, sachant ce que vit le garçon et ne voulant accuser personne sans preuve, suggère à Nancy de faire un inventaire des médicaments pour faire bonne mesure. Pendant ce temps, dans l'avion, Owen et T.K. ils rencontrent une femme nommée Genevie qui se lie d'amitié avec les deux. A un moment donné, à cause des turbulences, l'avion subit une panne mécanique et l'un des moteurs explose, l'effet est si fort que le siège donnant sur la fenêtre sur lequel est assise Mme Genevie se brise et la femme est partiellement entraînée avec le tête. Owen et T.K. ils la sauvent, et bloquent la fenêtre avec une valise des passagers, le coup provoque à la fois un léger traumatisme crânien et une coupure sous l'aisselle ; Comme il n'y a pas d'outils dans l'avion pour obtenir de l'aide, Owen appelle Tommy au téléphone, qui entre-temps a confirmé à Nancy qu'il ne manquait aucun médicament dans l'inventaire, afin qu'ils puissent obtenir des conseils sur la façon de soigner la blessure : à l'aide d'une cafetière et de ceintures de sécurité pour arrêter l'hémorragie et d'un peu d'eau de coco pour remplacer la solution saline, ils parviennent à sauver Genevie tandis que le pilote qui a repris le contrôle de l'avion s'apprête à effectuer un atterrissage d'urgence. Lors de la descente, T.K. il avoue à son père ce qu'il est vraiment allé faire à la caserne, il voulait "se défoncer" pour oublier à quel point il était mauvais, mais qu'au final il ne l'a pas fait parce que cela aurait été mal envers sa mère et Owen lui pardonne.

### Épisode 9:L'Oiseau
- États-Unis /  Canada : 7 mars 2022 sur Fox / CTV
- Suisse : 25 septembre 2022 sur RTS 1
- France :
  - 30 octobre 2022 sur Téva
  - 14 octobre 2023 sur M6

- États-Unis : 5,16 millions de téléspectateurs (première diffusion)

Les membres du 126 entrent en action lorsque le retour surprise d'un soldat se termine dans le chaos : l'homme a été écrasé par erreur par sa femme et à cause de la perte de sang, son cœur s'arrête, jusqu'aux larmes de sa femme et de leur fille. réveille le.
Pendant ce temps, Ginsburg, l'ara de Gwyn, arrive à l'improviste à la caserne ; il semble que Gwyn ait laissé l'animal à Owen dans son testament, mais il ne semble pas vouloir l'oiseau, ce qui ne fait que l'insulter. Seul Mateo, à sa grande surprise, semble aimer le perroquet. Owen prétend que Ginsburg semble vraiment être en colère contre lui, en fait à cause de ses "cris", elle gâche son deuxième rendez-vous avec Catherine, le ridiculisant avec ses blagues. Cependant, Judd aide Owen à comprendre que la raison pour laquelle l'oiseau lui est si hostile est peut-être à cause de ce qui s'est passé après le 11 septembre, lorsqu'il a commencé à trop travailler et à négliger sa famille. Se rendre compte de cela lui permet de s'excuser auprès de Gwyn par l'intermédiaire de Ginsburg, qui accepte finalement de prendre la responsabilité de ses soins, mais lorsqu'elle revient de l'animalerie avec des cadeaux pour lui, elle le trouve mort.
Depuis un mois, Paul continue de faire une série de cauchemars et Marjan, inquiète, l'accompagne pour une visite médicale. D'après les tests, il semble que Paul ait développé une forme grave d'arythmie cardiaque qui, combinée aux cauchemars, a provoqué le syndrome de Brugada. Pour éviter ses effets mortels, Paul doit subir une opération au cours de laquelle on lui insérera un stimulateur cardiaque, mais il ne veut pas le savoir et s'il doit mourir, il préfère mourir comme un enfant du feu plutôt que de toute autre manière. , malgré les supplications de Marjan.
Le 126 se précipite dans une animalerie où une vieille dame sur un mini scooter électrique après avoir été ignorée par un employé, qui discutait avec un client, crée un tel brouhaha que les lourdes étagères tombent, écrasant la jeune fille. La crise de colère de la dame a été provoquée par un parasite présent dans les excréments de chat. Heureusement, Tommy et T.K. ils parviennent à la stabiliser et la jeune fille coincée sous les étagères est également retirée, mais lorsque Paul tente de sortir son chien, il fait un effort que Marjan juge excessif. Le même soir, Paul a une crise en cuisinant et Marjan, inquiète, va lui rendre visite, le découvre inconscient et appelle le 9-1-1 à temps, lui sauvant la vie. Quand Paul se réveille, il découvre qu'il a subi l'opération au cours de laquelle ils ont implanté le stimulateur cardiaque et il ne le prend pas bien, étant donné que Marjan ne les a pas empêchés de l'implanter et la renvoie avec colère.

### Épisode 10:Les Liens sacrés
- États-Unis /  Canada : 14 mars 2022 sur Fox / CTV
- Suisse : 25 septembre 2022 sur RTS 1
- France :
  - 30 octobre 2022 sur Téva
  - 14 octobre 2023 sur M6

- États-Unis : 4,64 millions de téléspectateurs (première diffusion)

Le 126 sauve un homme habillé en chevalier (écrasé par la femme de l'épisode précédent) et immédiatement après une fille habillée en princesse. Il semble que les deux travaillent dans un restaurant à thème médiéval où, à cause d'une fuite de gaz dans leur restaurant, les deux et les clients ont été intoxiqués au monoxyde de carbone, mais heureusement, ils parviennent à gérer la situation et à emmener les gens à l'hôpital.
Paul s'est rétabli et tout le monde du 126 va lui rendre visite, sauf Marjan à qui il n'a pas parlé depuis l'accident. À un moment donné de la soirée, Mateo reçoit un appel d'un bar lui demandant de récupérer son père, mais lorsqu'il arrive au club, il découvre que la personne qui l'a appelé est en réalité le capitaine Tatum, son ancien commandant du 129, qu'en raison de la mort de son second, il jugea préférable d'aller se saouler. Mateo l'emmène chez le capitaine Strand, car il ne sait pas où il habite ni où le laisser. Le lendemain matin, Owen lui propose une préparation « contre la gueule de bois » et Mateo lui propose d'accompagner son ancien capitaine aux funérailles de son adjoint. Même s'il ne fait plus partie des 129, le temps qu'il a passé avec eux était important et il souhaite y participer. Mais lors des funérailles, pendant que le capitaine prononce son discours, Mateo remarque quelques bizarreries.
Pendant ce temps, Judd, inquiet du manque de communication entre Paul et Marjan, demande à la fille pourquoi elle n'est pas allée le voir et elle répond que c'est Paul qui ne veut pas lui parler. Judd rapporte cela à Owen qui s'inquiète que Paul se laisse aller à cause de ce qu'il a vécu, alors avec Judd il se rend chez lui, où il a l'intention de le remettre un peu en forme pour qu'il puisse reprendre du service, le soumettant à l'examen sous la supervision de Tommy comme soutien médical.
Quelques jours plus tard, Mateo reçoit la visite du capitaine Tatum, qui lui propose le poste d'adjoint du 129 et il accepte sans détour le poste, à la grande surprise d'Owen ; la nouvelle parvient également à Marjan qui l'accuse d'être un traître parce qu'il a quitté son travail pour une promotion et un salaire plus élevé, mais Mateo déclare que ce n'est pas à cause de cela, cependant il l'accuse d'être elle-même une lâche car malgré s'être battue pour garder 126 ouvert, elle a abandonné Paul.
Après cette discussion, Mateo retourne au travail au 129 où il est accueilli par ses anciens collègues, mais pendant son séjour à la caserne, il remarque de plus en plus que le capitaine Tatum semble avoir des pertes de mémoire et de la confusion (se rendant compte qu'en plus d'oublier qu'il avait embauché, confond les menus à emporter avec les rapports trimestriels). Malheureusement, la situation dégénère lorsque, lors d'une opération de sauvetage dans une usine de sauces, il donne un mauvais ordre et Mateo se retrouve obligé d'aller à l'encontre des ordres pour sauver à la fois ses compagnons et ses amis du 126, arrivés sur place peu avant. l'endroit explose. Après cet incident, Mateo est obligé d'avouer à Owen qu'il soupçonne que son capitaine souffre de démence, mais il n'a pas eu le courage de le dire parce qu'il ne voulait pas le "trahir", mais Owen en tant qu'ami est fier. qu'il veut le protéger mais en tant que supérieur, il le convainc d'informer le quartier général de l'affaire, pour éviter que d'autres tragédies ne se produisent.

### Épisode 11:À l'aide!
- États-Unis /  Canada : 21 mars 2022 sur Fox / CTV
- Suisse : 2 octobre 2022 sur RTS 1
- France :
  - 5 novembre 2022 sur Téva
  - 14 octobre 2023 sur M6

- États-Unis : 4,45 millions de téléspectateurs (première diffusion)

- Angela Bassett : Sergent Athena Grant

Grace examine un appel d'une femme demandant de l'aide parce que son petit ami est devenu fou et a peur pour elle et son bébé. Grace envoie à la fois la police et le 126 mais une fois arrivés sur place, ils ne trouvent aucune trace ni de la femme ni de l'enfant et se demandent s'il y avait quelque chose de vrai dans l'appel ; le seul suspect semble être un type armé d'un couteau que Carlos voit s'enfuir et pour tenter de le désarmer, il l'étourdit avec le Taser mais quand le suspect tombe, il finit par se poignarder à la gorge et malgré l'arrivée de aidez l'homme à mourir, laissant Carlos choqué. Grace a également été choquée car apparemment l'appel était faux mais elle ne l'a pas compris car lorsqu'elle a entendu les pleurs du bébé à cause de son instinct maternel, elle n'a pas agi de manière professionnelle et elle s'en veut. Judd l'exhorte à ne pas se blâmer pour ce que l'appel d'urgence a provoqué et implique Carlos, qui est très en colère contre ce qui s'est passé, à enquêter de manière approfondie sur la victime pour découvrir le véritable coupable, car ils ont tous deux été trompés.
Initialement, les deux hommes enquêtent sur le passé de toxicomane de la victime, mais cela ne semble mener à rien, jusqu'à ce que Judd, se rappelant qu'il y avait des ordinateurs dans la maison de la victime et la connexion à un jeu en ligne, Dread Ops, leur suggère d'enquêter sur le passé de toxicomane de la victime. monde du jeu vidéo. Suivant cette piste, après avoir lu de nombreux commentaires de joueurs qui semblaient en vouloir à la victime, ils trouvent enfin le coupable, qui a même enregistré ses aveux ; après avoir retrouvé l'adresse IP du meurtrier à Los Angeles, ils envoient la police et avec un appel vidéo, le sergent Grant leur montre l'arrestation en direct, suggérant à Carlos, compte tenu de ses compétences d'enquêteur, de passer l'examen de détective.
Owen, qui continue de voir Catherine, un soir alors qu'ils s'amusent dans un club, finit par frapper une personne qui a insulté Catherine et son travail ; elle est très agacée par son comportement car dans le cadre de ce métier elle a l'habitude d'être menacée et insultée. Owen voudrait s'excuser, Tommy le presse de lui envoyer un cadeau pour s'excuser, et le même jour Catherine reçoit des fleurs, pensant qu'elles viennent d'Owen, avec un mot au bureau, mais dès qu'elle l'ouvre, elle est frappée par un étrange poussière. Craignant que l'enveloppe ne contienne une arme biologique, il donne l'alerte et l'ensemble du bâtiment est isolé. Le 126 se rend sur place et le FBI et le CDC sont également prévenus ; Owen a peur lorsqu'il apprend que la personne touchée est Catherine mais il reste lucide et mène les opérations en analysant le composé qui a touché Catherine et en recherchant la personne qui a livré les fleurs, qui pourrait être contagieuse. Dans toute cette situation, Owen et Catherine ont l'occasion de faire la paix et heureusement, il s'avère que la poudre qui l'a frappée était de la simple fécule de maïs.

### Épisode 12:La Traque
- États-Unis /  Canada : 28 mars 2022 sur Fox / CTV
- Suisse : 2 octobre 2022 sur RTS 1
- France :
  - 5 novembre 2022 sur Téva
  - 14 octobre 2023 sur M6

- États-Unis : 3,85 millions de téléspectateurs (première diffusion)

Owen et Catherine, après avoir trouvé le cochon abattu et les inscriptions menaçantes sur le mur, appellent les Texas Ranges, y compris le major Reyes, le père de Carlos, pour enquêter, en commençant par ceux qu'Owen avait emmenés dans le passé. Et après une enquête approfondie, il semble que le principal suspect soit l'ancien shérif adjoint Griffin, qui a été arrêté pendant la tempête mais a été libéré malgré les preuves retenues contre lui. Pour éviter tout problème, Owen suggère à tout le monde de ne rien faire, en particulier à Marjan qui est personnellement impliqué dans l'affaire, mais ce dernier ne l'écoute pas et sous prétexte de faire les courses pour la caserne, vous vous rendez chez l'employé. lieu de travail.' homme où il dit publiquement devant tous les clients du personnel ce qu'il a fait. L'action imprudente de Marjan a compromis le travail de Reyes, qui avait placé des agents en civil pour surveiller l'homme, et après l'avoir fait renvoyer, l'homme pourrait attaquer les personnes impliquées dans l'affaire pendant la tempête, y compris Sadie qui se trouve actuellement à Austin et à contact avec Marjan.
Pendant ce temps, Tommy et Nancy lors de l'opération de sauvetage, menée par une femme qui appelle sa sœur atteinte d'un cancer de l'estomac, trouvent la femme inconsciente et sans battement de cœur, au début Nancy hésite mais la ressuscite plus tard ; malheureusement la femme portait un bracelet avec l'acronyme DNR (Ne pas réanimer, personne qui a demandé la possibilité de ne pas être réanimée après avoir subi un arrêt cardiaque) et peu de temps après, Nancy reçoit une plainte de la même femme : la femme est poursuit Nancy pour un dollar, mais exige également qu'elle cesse de travailler comme ambulancière et qu'elle n'exerce plus la profession. La vérité est que Nancy avait vu le bracelet mais n'avait rien dit, tout cela à cause d'un triste souvenir personnel lié à sa sœur, même si l'avocat avait suggéré l'option que Nancy n'avait pas vu le bracelet, elle ne peut pas mentir sous serment comme le veut Tommy. pour essayer une fois de plus de parler à la dame. Même si on tente de la persuader de retirer sa plainte, elle ne veut pas abandonner car, sachant qu'elle est mourante, son souhait était de laisser derrière elle "les cris des gens qui souffrent comme elle".
Owen et Marjan se rendent chez Sadie qui inaugurait sa nouvelle collection d'art dans une galerie, profitant de l'occasion pour l'informer des derniers événements, c'est en plein milieu de la soirée que Griffin débarque. Bien qu'on lui ait dit de partir, après avoir appelé le 9-1-1, après avoir dit quelque chose de très effrayant à propos de Marjan, il provoque Owen qui le frappe et en conséquence il est arrêté. Le coup de poing d'Owen combiné à l'action précédente de Marjan le met dans une mauvaise position et une ordonnance de non-communication est émise contre lui par le tribunal. Le groupe en parle également avec Catherine, évoquant également l'attaque du Capitole : s'il s'avère que c'est Griffin qui a envoyé ce faux message, provoquant la panique, il pourrait être arrêté et confie cette tâche à Carlos et T.K.
Le soir même je reçois un appel concernant un incendie à la galerie, Owen, sachant que Sadie habite à l'arrière du bâtiment, parvient à entrer et à la sauver à temps et ils sont certains que Griffin est responsable de l'incendie. Pour la sécurité de Sadie, elle est ramenée à la maison Carlos et T.K. tandis que Catherine et Owen se tiennent devant la maison du shérif adjoint pour le surveiller. Lorsqu'il découvre les deux et prend une photo d'eux pour prouver qu'Owen a violé l'ordonnance d'interdiction, le couple est prêt à partir mais soudain la voiture de l'homme explose et Owen court à son secours et appelle le major Rayes et l'ambulance. déterminer qui est réellement responsable à la fois de l’attaque du Capitole et de l’incendie. Pendant ce temps, Carlos découvre grâce aux images de surveillance que ce n'est pas le shérif adjoint qui a envoyé les fleurs avec le faux message mais Sadie qui était tellement obsédée par Owen qu'elle a essayé de le séparer de Catherine et d'empêcher Carlos et T.K. il les empiète, pas les drogue, en mettant de l'oxycodone dans leurs assiettes ; cependant son plan échoue car Marjan, qui était en surveillance avec Owen et Catherine mais est ensuite partie, est venue vérifier et même si elle reçoit un coup de couteau dans le dos, elle parvient à assommer Sadie qui est arrêtée à son arrivée par Owen. D'où il ressort également que le fameux divorce dont je parle lors de la rencontre d'Owen ne s'est pas vraiment terminé de manière pacifique mais de manière extrême : ils ont retrouvé la tête de son ex-mari dans le congélateur. De plus, on découvre enfin pourquoi Griffin, toujours en vie mais avec des brûlures au troisième degré, a été acquitté de toutes les accusations : il avait dénoncé ses anciens associés du cartel et a ainsi obtenu sa liberté et même si Owen ne l'a pas fait, je pense qu'il est vrai qu'il est dans ces Ces conditions constituent une punition plus que suffisante.

### Épisode 13:L’Énigme du Sphinx
- États-Unis /  Canada : 11 avril 2022 sur Fox / CTV
- Suisse : 9 octobre 2022 sur RTS 1
- France :
  - 5 novembre 2022 sur Téva
  - 21 octobre 2023 sur M6

- États-Unis : 4,24 millions de téléspectateurs (première diffusion)

### Épisode 14:Un homme en colère
- États-Unis /  Canada : 18 avril 2022 sur Fox / CTV
- Suisse : 9 octobre 2022 sur RTS 1
- France :
  - 5 novembre 2022 sur Téva
  - 21 octobre 2023 sur M6

- États-Unis : 4,21 millions de téléspectateurs (première diffusion)

### Épisode 15:Clowns en série
- États-Unis /  Canada : 25 avril 2022 sur Fox / CTV
- Suisse : 16 octobre 2022 sur RTS 1
- France : 21 octobre 2023 sur M6

- États-Unis : 4,56 millions de téléspectateurs (première diffusion)

### Épisode 16:Au nom du père
- États-Unis /  Canada : 2 mai 2022 sur Fox / CTV
- Suisse : 16 octobre 2022 sur RTS 1
- France : 28 octobre 2023 sur M6

- États-Unis : 4,27 millions de téléspectateurs (première diffusion)

### Épisode 17:Scènes de ménage
- États-Unis /  Canada : 9 mai 2022 sur Fox / CTV
- Suisse : 23 octobre 2022 sur RTS 1
- France : 28 octobre 2023 sur M6

- États-Unis : 4,80 millions de téléspectateurs (première diffusion)

### Épisode 18:Un moment parfait
- États-Unis /  Canada : 16 mai 2022 sur Fox / CTV
- Suisse : 23 octobre 2022 sur RTS 1
- France : 28 octobre 2023 sur M6

- États-Unis : 4,63 millions de téléspectateurs (première diffusion)

## Audiences aux États-Unis
| N° d'épisode | Titre original                        | Titre français            | Chaîne | Date de diffusion originale | Audience (en millions de téléspectateurs) | Pdm sur les 18-49 ans |
| ------------ | ------------------------------------- | ------------------------- | ------ | --------------------------- | ----------------------------------------- | --------------------- |
| 1            | The Big Chill                         | Jour de neige             | FOX    | 3 janvier 2022              | 5.50                                      | 0.8                   |
| 2            | Thin Ice                              | Sauvetages à haut risque  | FOX    | 10 janvier 2022             | 5.03                                      | 0.7                   |
| 3            | Shock & Thaw                          | Plus fort que le blizzard | FOX    | 24 janvier 2022             | 5.39                                      | 0.7                   |
| 4            | Push                                  | Le premier cri            | FOX    | 31 janvier 2022             | 6.01                                      | 0.8                   |
| 5            | Child Care                            | La disparition            | FOX    | 7 février 2022              | 5.18                                      | 0.7                   |
| 6            | The ATX-Files                         | Paranormal                | FOX    | 14 février 2022             | 4.95                                      | 0.6                   |
| 7            | Red vs Blue                           | Rivaux mais pas trop      | FOX    | 21 février 2022             | 5.13                                      | 0.6                   |
| 8            | In the Unlikely Event of an Emergency | L'accident                | FOX    | 28 février 2022             | 4.82                                      | 0.6                   |
| 9            | The Bird                              | titre français inconnu    | FOX    | 7 mars 2022                 | 5.16                                      | 0.7                   |
| 10           | Parental Guidance                     | titre français inconnu    | FOX    | 14 mars 2022                | 4.64                                      | 0.6                   |
| 11           | Prince Albert in a Can                | titre français inconnu    | FOX    | 21 mars 2022                | 4.45                                      | 0.6                   |
| 12           | Negative Space                        | titre français inconnu    | FOX    | 28 mars 2022                | 3.85                                      | 0.5                   |
| 13           | Riddle of the Sphynx                  | titre français inconnu    | FOX    | 11 avril 2022               | 4.24                                      | 0.5                   |
| 14           | Impulse Control                       | titre français inconnu    | FOX    | 18 avril 2022               | 4.21                                      | 0.6                   |
| 15           | Down To Clown                         | titre français inconnu    | FOX    | 25 avril 2022               | 4.56                                      | 0.6                   |
| 16           | Shift-Less                            | titre français inconnu    | FOX    | 2 mai 2022                  | 4.27                                      | 0.5                   |
| 17           | Spring Cleaning                       | titre français inconnu    | FOX    | 9 mai 2022                  | 4.80                                      | 0.6                   |
| 18           | A Bright and Cloudless Morning        | titre français inconnu    | FOX    | 16 mai 2022                 | 4.63                                      | 0.6                   |